# Heliocharis amazona
Heliocharis amazona är en trollsländeart som beskrevs av Selys 1853. Heliocharis amazona ingår i släktet Heliocharis och familjen Dicteriadidae. Inga underarter finns listade i Catalogue of Life.